# Patrick Bonnel
Pour les articles homonymes, voir Bonnel.
Patrick Bonnel, né le 10 mars 1953, est un acteur français.
Il est la voix française de Hugh Bonneville, Andrew Airlie et Simon Russell Beale.

## Théâtre (liste sélective)
- 2009 : La Chapelle-en-Brie, de Alain Gautré, mise en scène d’Alain Gautré
- 2005 : Cet animal étrange, de G. Arout, mise en scène Marie Sauvaneix
- 2004 : L'Amérique, suite, de Biljana Srbljanović, mise en scène Christian Benedetti
- 2003 : Madame sans gêne, de V. Sardou, mise en scène Alain Sachs
- 1998 : Mardi, d’Edward Bond, mise en scène Christian Benedetti
- 1998 : La Novice et la vertu, de J-L. Bauer, mise en scène Antoine Campo
- 1997 : Sauves, d’Edward Bond, mise en scène Christian Benedetti
- 1997-2000 : Batailles, de Jean-Michel Ribes et Topor
- 1995 : Meurtre dans la cathédrale, de T. S. Eliot, mise en scène Laurent Terzieff
- 1993 : Woyzeck, de Georg Buchner, mise en scène Christian Benedetti
- 1986 : La Mouette, d’Anton Tchékhov, mise en scène Pierre Pradinas
- 1985 : L’Indien sous Babylone, de J.-C. Grumberg, mise en scène Jean-Paul Roussillon
- 1983 : Gevrey-Chambertin, d’A. Gautré, mise en scène Pierre Pradinas
- 1981 : Henri IV, de Luigi Pirandello, mise en scène Roger Hanin

## Filmographie

### Cinéma
- 1981 : Un étrange voyage d'Alain Cavalier
- 1982 : Passion de Jean-Luc Godard
- 1984 : La Vengeance du serpent à plumes de Gérard Oury
- 1985 : Spécial Police de Michel Vianey
- 1985 : Diesel de Robert Kramer
- 1985 : Le Thé au harem d'Archimède de Mehdi Charef
- 1986 : Les Fugitifs de Francis Veber
- 1986 : Les Trottoirs de Saturne de Hugo Santiago
- 1986 : Paris minuit de Frédéric Andréi
- 1987 : Poussière d'ange d'Édouard Niermans
- 1987 : Vent de panique de Bernard Stora
- 1987 : Résidence surveillée de Frédéric Compain
- 1989 : I Want to Go Home d'Alain Resnais
- 1989 : Mano rubata (film TV) d'Alberto Lattuada
- 1989 : Vent de galerne de Bernard Favre
- 1991 : Dieu vomit les tièdes de Robert Guédiguian
- 1994 : Cache cash de Claude Pinoteau
- 1998 : À la place du cœur de Robert Guédiguian
- 1999 : Kennedy et moi de Sam Karmann
- 1999 : Qui plume la lune ? de Christine Carrière
- 1999 : Le Plus Beau Pays du monde de Marcel Bluwal
- 2000 : Scènes de crimes de Frédéric Schoendoerffer
- 2000 : À l'attaque ! de Robert Guédiguian
- 2000 : La ville est tranquille de Robert Guédiguian
- 2001 : Oui, mais… d'Yves Lavandier
- 2001 : Malraux, tu m'étonnes ! de Michèle Rosier
- 2004 : Mon père est ingénieur de Robert Guédiguian
- 2006 : Le Pressentiment de Jean-Pierre Darroussin
- 2008 : Les liens du sang de Jacques Maillot
- 2009 : À l'origine de Xavier Giannoli
- 2009 : L'Armée du crime de Robert Guédiguian
- 2011 : Les Femmes du 6e étage de Philippe Le Guay
- 2011 : Léa de Bruno Rolland
- 2011 : Le Havre d'Aki Kaurismäki
- 2011 : Monsieur Papa de Kad Merad
- 2012 : La Mer à boire de Jacques Maillot
- 2012 : Comme un homme de Safy Nebbou
- 2012 : De l'autre côté du périph de David Charhon
- 2013 : Alceste à bicyclette de Philippe Le Guay
- 2013 : Jeune et Jolie de François Ozon
- 2013 : Le Cœur des hommes 3 de Marc Esposito
- 2014 : Tiens-toi droite de Katia Lewkowicz
- 2015 : Une histoire de fou de Robert Guédiguian
- 2015 : Coup de chaud de Raphaël Jacoulot
- 2021 : Si on chantait de Fabrice Maruca

### Télévision
- 1986 : L'Inconnue de Vienne de Bernard Stora
- 1988 : L'Écho de Maurice Failevic
- 1989 : Mano rubata de Alberto Lattuada
- 1990 : Six Crimes sans assassins de Bernard Stora
- 1993 : Grossesse nerveuse de Denis Rabaglia
- 2000 : Julie Lescaut, épisode 2 saison 10, La nuit la plus longue de Pierre Aknine : Capitaine Delage
- 2000 : La Dette de Fabrice Cazeneuve
- 2002 : À cause d'un garçon de Fabrice Cazeneuve
- 2002 : Haute Pierre de Jean-Yves Pitoun
- 2003 : L'Amour dangereux de Steve Suissa
- 2005 : Nuit noire, 17 octobre 1961 d'Alain Tasma
- 2006 : L'État de Grace (série télévisée) :
- 2007 : Martin Paris de Douglas Law
- 2008 : Les Bougon (série télévisée) :
- 2011 : Julie Lescaut, épisode 2 saison 20, Sortie de Seine de Christophe Barbier : Kosinski
- 2012 : Tout est bon dans le cochon de David Delrieux :
- 2012 : Engrenages (série télévisée) (Saison 4) :
- 2014 : Le Sang de la vigne (série télévisée) (épisode "Le mystère du vin jaune") :
- 2014 : Les Hommes de l'ombre (série télévisée) (Saison 2) :
- 2015 : Falco (série télévisée) (Épisode 6 Saison 3 : "Sacrifices") : Commissaire Valles de la BRI
- 2015 : Tunnel (saison 2)
- 2017 : Glacé de Laurent Herbiet

Invité dans de nombreuses séries dont : Navarro, Julie Lescaut, Avocats et Associés, Mélissol, Boulevard du Palais, Louis Page, Louis la Brocante, Joséphine, ange gardien...

## Doublage

### Cinéma

#### Films
- Hugh Bonneville dans (8 films) :
  - Paddington (2014) : M. Brown
  - Paddington 2 (2017) : M. Brown
  - Downton Abbey (2019) : Lord Robert Crawley
  - The Corrupted (en) (2019) : Anthony Hammond
  - Jingle Jangle : Un Noël enchanté (2020) : M. Delacroix
  - Downton Abbey 2 : Une nouvelle ère (2022) : Lord Robert Crawley
  - I Came By (2022) : Hector Blake
  - Paddington au Pérou (2024) : M. Brown
  - Downton Abbey : Le Grand Final (2025) : Lord Robert Crawley

- Andrew Airlie dans :
  - Cinquante Nuances de Grey (2015) : Carrick Grey
  - Cinquante Nuances plus sombres (2017) : Carrick Grey

- Simon Russell Beale dans :
  - Radioactive (2019) : Gabriel Lippman
  - La Ruse (2021) : Winston Churchill

- 2006 : Le vent se lève : Dan (Liam Cunningham)
- 2006 : Les Infiltrés : Fitzy (David O'Hara)
- 2006 : Bobby : lui-même (Robert F. Kennedy) (images d'archives)
- 2006 : The Fountain : Antonio (Sean Patrick Thomas)
- 2007 : The Mist : Jim Grondin (William Sadler)
- 2007 : Halloween : Ronnie White (William Forsythe)
- 2009 : Dans la brume électrique : Lou Girard (Pruitt Taylor Vince)
- 2010 : The Ghost Writer : Richard Rycart (Robert Pugh)
- 2010 : Machete : Rogelio Torrez (Steven Seagal)
- 2010 : Tamara Drewe : Glen McCreavy (Bill Camp)
- 2010 : Robin des Bois : Baron Baldwin (Robert Pugh)
- 2010 : Le Chasseur de primes : Sid (Jeff Garlin)
- 2011 : Les Trois Mousquetaires : Porthos (Ray Stevenson)
- 2011 : Johnny English le Retour : Ting Wang (Togo Igawa)
- 2011 : Anonymous : William Cecil (David Thewlis)
- 2011 : La Taupe : Roy Bland (Ciaran Hinds)
- 2011 : Nouveau Départ : Delbert McGinty (Peter Riegert)
- 2012 : Moi, député : Wade Motch (Dan Aykroyd)
- 2012 : No : José Tomás Urrutia (Luis Gnecco)
- 2012 : Skyfall : Dr. Hall (Nicholas Woodeson)
- 2012 : Projet X : Mr Kub (Peter Mackenzie)
- 2013 : The Place Beyond the Pines : Al Cross (Harris Yulin)
- 2013 : Tel père, tel fils : maître Orima [Qui ?]
- 2013 : Jack le chasseur de géants : le général Entin (Ralph Brown)
- 2014 : Le Rôle de ma vie : Saul Bloom (Mandy Patinkin)
- 2014 : Mister Babadook : le principal (Tony Mack)
- 2014 : If You Love Me... : Kim (Lachy Hulme)
- 2015 : Que le meilleur gagne : Pedro Castillo (Joaquim de Almeida)
- 2016 : Jackie : Lyndon B. Johnson (John Carroll Lynch)
- 2018 : Silvio et les Autres : Santino Recchia (Fabrizio Bentivoglio)
- 2019 : Tolkien : le père Francis Morgan (Colm Meaney)
- 2019 : Sang froid : John « Gip » Gipsky (John Doman)
- 2021 : The Forgiven : Lord Swanthorne (Alex Jennings)
- 2023 : Saw X : John Kramer / Jigsaw (Tobin Bell)
- 2023 : Il reste encore demain : Ottorino (Giorgio Colangeli)
- 2023 : Sissi et moi : ? (?)
- 2024 : Little Wing (en) : Jaan Vari (Brian Cox)
- 2024 : Messagères de guerre : le général George Marshall (Ben Peck)
- 2024 : Cassino à Ischia : Fabrizio Favuzzo (Ugo Dighero (it))
- 2024 : Apartment 7A : Roman Castevet (Kevin McNally)
- 2024 : Nosferatu : Pr Albin Eberhart Von Franz (Willem Dafoe)
- 2025 : Les Quatre Fantastiques : Premiers pas : ? (?)

#### Films d'animation
- 2018 : Astérix : Le Secret de la potion magique : Fantasmagorix (création de voix)
- 2019 : Le Voyage du prince : le président (création de voix)
- 2023 : Sacrées Momies : Lord Sylvester Carnaby[2]

### Télévision

#### Téléfilms
- 2021 : Une proposition de rêve pour Noël : l'oncle Bill Pendergast (Serge Houde)
- 2022 : Le secret d'un Noël parfait : Gordon (Grant Vlahovic)
- 2022 : La nuit avant Noël : Stern Gent / Moore (Shaun Austin-Olsen)

#### Séries télévisées
- Hugh Bonneville dans : 
  - Downton Abbey (2010-2015) : Robert Crawley (52 épisodes)
  - The Gold : Le Casse du siècle (en) (2023) : Brian Boyce (6 épisodes)
  - Douglas Is Cancelled (2024) : Douglas Bellowes (mini-série)
- Erik King dans :
  - Dexter (2006-2012) : James Doakes (25 épisodes)
  - Burn Notice (2010) : Bolo (saison 3, épisode 12)
- 1983[3] : Fraggle Rock : voix additionnelles
- 2007 : Heroes : l'inspecteur Bryan Fuller (Barry Shabaka Henley) (4 épisodes)
- 2014 : Prey : ACC / DCI Warner (Adrian Edmondson) (mini-série)
- 2014 : Fargo : Wally Semenchko (Barry Flatman) (saison 1)
- 2014 : L'Héritage empoisonné : Konrad Waldemar (Donald Högberg)
- 2016-2017 : Reign : Le Destin d'une reine : John Knox (Jonathan Goad) (18 épisodes)
- 2017-2018 : Damnation : le révérend Alistair Rainey (Greg Lawson) (3 épisodes)
- 2018 : ABC contre Poirot : Sir Carmichael Clarke (Christopher Villiers)
- 2019 : Gentleman Jack : William Priestley (Peter Davison) (5 épisodes)
- 2019 : Watchmen : Fred (Glenn Fleshler (en)) (mini-série)
- 2019 : Cobra Kai : Tommy (Rob Garrison) (saison 2, épisode 6)
- 2020-2023 : Ragnarök : Wotan / Odin (Bjørn Sundquist) (14 épisodes)
- 2021 : Fear the Walking Dead : John Dorie Sr. (Keith Carradine)
- 2021 : Sissi : Maximilien en Bavière (Marcus Grüsser) (mini-série)
- 2021 : Thérapie alternative : Gervasio (Gustavo Garzón) (6 épisodes)
- 2021-2023 : Succession : Logan Roy (Brian Cox) (2e voix, saisons 3-4)
- 2022 : Pourquoi pas Evans ? : ? (?) (mini-série)
- 2022 : Andor : le commandant Jayhold Beehaz (Stanley Townsend (en)) (saison 1, épisode 6)
- 2022 : Le Cabinet de curiosités de Guillermo del Toro : Bosworth (Thom Marriott) (saison 1, épisode 5)
- 2022 : A Spy Among Friends (en) : le prêtre [Qui ?] et Jack [Qui ?] (mini-série)
- 2023 : Shahmeran : Davut (Mustafa Ugurlu)
- 2023 : The Night Agent : Hawkins (Robert Patrick)
- 2023 : Abysses : Lucien Bisset (Fabien Lucciarini) (mini-série)
- 2023 : Chère Petite : Matthias Beck (Justus von Dohnányi) (mini-série)
- 2023 : Hasta el cielo : La série (es) : Ferran (Tomás del Estal (es)) (7 épisodes)
- 2023 : Gen V : Richard « Rich Brink » Brinkerhoff (Clancy Brown) (3 épisodes)
- 2023 : Bodies : Andrew Morley (Mark Lewis Jones) (mini-série)
- 2023 : Feedback (pl) : Cezary Karłowicz (Przemysław Bluszcz (pl))
- 2023 : Yu Yu Hakusho : ? (?)
- 2023 : Stonehouse : Harold Wilson (Kevin McNally)
- 2023 : Poker Face : Abe (John Ratzenberger) (saison 1, épisode 2)
- depuis 2023 : NCIS: Sydney : Docteur Roy « Rosie » Penrose (William McInnes)
- 2024 : Mary and George : Sir Thomas Compton (Sean Gilder) (mini-série)
- 2025 : A Thousand Blows : MC (Jerome Wright)
- 2025 : L'Éternaute : Roberto (Gabriel Fernández) (mini-série)

#### Séries d'animation
- 2023 : My Happy Marriage : Minoru Tatsuishi
- 2023 : Pluto : Simon
- 2023-2024 : Invincible : Thaedus[n 1]
- 2024 : Sausage Party : Bouff'land (en) : Pépé Skimo
- 2025 : Eyes of Wakanda : le haut conseiller Rakim (mini-série)